# Margherita Caffi
Margherita Volò nota come Margherita Caffi e detta Vicentina o Vicenzina (Cremona, 1647 – Milano, 20 settembre 1710) è stata una pittrice italiana celebre per le sue nature morte.

## Biografia

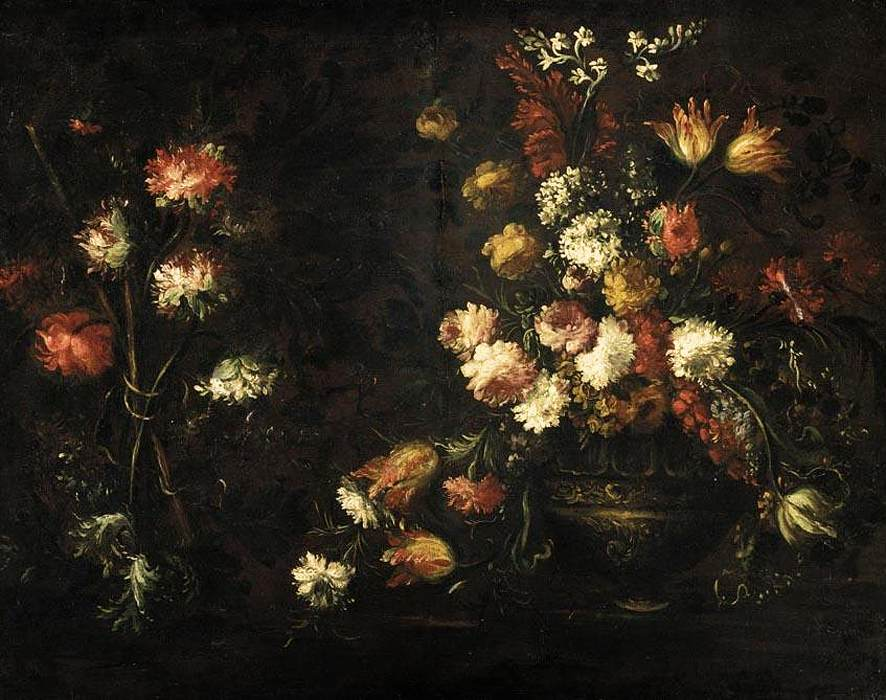
Margherita Caffi, Natura morta con vaso di fiori

Figlia del pittore di origine francese Vincenzo Volò da cui probabilmente deriva il soprannome di Vicentina o Vicenzina, nata a Cremona nel 1647, Margherita Caffi è nota soprattutto per le sue composizioni di frutta e fiori. Risulta ammessa all'Accademia di San Luca a Milano, insieme alla sorella Francesca detta la Vicenzina e ad una non meglio identificata Lucrezia Ferraria, a partire dal 2 febbraio 1697, secondo un documento ritrovato negli anni 2000 da Alberto Cottino.
Tra i suoi committenti si segnalano gli arciduchi del Tirolo (molti suoi dipinti sono infatti ancora oggi in Austria), i re di Spagna e i granduchi di Toscana; in particolare la sua arte fu molto apprezzata da Vittoria Della Rovere. Gli ultimi anni della sua esistenza furono trascorsi a Milano, dove diede vita ad una fiorente scuola locale di pittori di nature morte.
Sicuramente ispirata ad analoghi dipinti nordici, la Caffi mostra, nell'estrema libertà della stesura pittorica, della pennellata libera e briosa, influssi sulla pittura veneta di Elisabetta Marchioni e sulle nature morte del cosiddetto Pseudo Guardi.
Caduta nell'oblio, molte delle sue opere non sono documentate.